# Accord de sixte
 (novembre 2024).
Si vous disposez d'ouvrages ou d'articles de référence ou si vous connaissez des sites web de qualité traitant du thème abordé ici, merci de compléter l'article en donnant les références utiles à sa vérifiabilité et en les liant à la section « Notes et références ».
En harmonie tonale, un accord de tierce et sixte — ou, plus simplement, accord de sixte — est le premier renversement d'un accord de trois notes. Il se compose d'une basse — la tierce de la fondamentale —, d'une tierce — la quinte de la fondamentale — et d'une sixte — la fondamentale.
- L'accord de sixte se chiffre : « 3 » et « 6 », mais, ici encore, le « 3 » est le plus souvent sous-entendu.
- L'accord de sixte est caractérisé par une sonorité très douce, un peu lointaine : son imprécision tonale vient du fait que sa basse n'est pas la fondamentale.

Ce renversement est d'ordinaire plus facile à utiliser que la triade fondamentale. Par exemple, lorsque le 2e accord d'un enchaînement est un accord de sixte, il ne peut y avoir de quinte ou d'octaves directes entre parties extrêmes. La doublure de la tierce de l'accord de sixte — cas rare — peut toutefois produire des octaves directes.

## Principes de disposition de l'accord de sixte
Sur temps fort, l'accord de sixte ne s'emploie que comme renversement des meilleurs degrés, et comme renversement du IIe lorsque la basse — le IVe degré par conséquent — monte ensuite à la dominante, c'est-à-dire à condition que ce IIe degré soit un accord préparatoire.
Sur temps faible, l'accord de sixte peut s'employer en tant qu'accord de passage comme renversement de n'importe quel degré — excepté les mauvais degrés.

### Suppressions
Un accord de sixte doit être complet, même à trois parties, pour éviter de produire une imprécision tonale. À trois parties, on tolère cependant la suppression de la quinte de l'accord de sixte du IIe degré— donc, placé sur le IVe —, alors que sa basse est doublée à la partie supérieure, ceci à condition que cette basse monte ensuite à la dominante, et uniquement si c'est inévitable.

### Doublures
Dans l'accord de sixte, on double soit la quinte de la fondamentale, soit la fondamentale elle-même.
La doublure de la tierce — la basse de l'accord — doit être généralement évitée, surtout lorsqu'elle se produit entre les parties extrêmes. Cette doublure est cependant inévitable lors de certains enchaînements. Elle est également possible dans les trois cas suivants.
La doublure de la tierce est tolérée sur temps faible — accord de passage. Si elle se produit entre les parties extrêmes, celles-ci doivent procéder par mouvement contraire et conjoint, à la fois pour amener et quitter la doublure en question.
La doublure de la tierce du renversement du IIe degré, même sur temps fort, est non seulement admise mais recommandée, parce que la note en question — le IVe degré par conséquent — est un des meilleurs degrés. Si cette doublure se produit aux parties extrêmes, il est toutefois souhaitable que la basse monte ensuite à la dominante. Dans le mode mineur, la quinte du IIe degré ne peut être doublée, car étant diminuée, elle est une note attractive.
Au cours d'un changement de position ou un changement d'état, la basse d'un accord de sixte peut être passagèrement doublée : une telle doublure, même aux parties extrêmes, ne doit pas être considérée comme fautive.

## Divers types d'enchaînements de l'accord de sixte
Certains enchaînements réclament la doublure de la quinte (exemples A, C, F, L, R, T et U), d'autres, celle de la tierce, beaucoup plus exceptionnelle dans le cas de l'accord de sixte, comme on vient de le voir (exemples D, E, F, J et K). On notera par ailleurs que certaines doublures sont réalisées à l'unisson (exemples O et X).
Chaque accord des divers exemples suivants peut — sauf cas particuliers mentionnés ci-après — être considéré comme un « degré quelconque de n'importe quelle tonalité », à condition bien sûr, que celui-ci ne soit pas un mauvais degré. Seul le mouvement mélodique du VIe degré à la sensible, par seconde augmentée en mineur, ne pourra pas nécessairement être praticable ici. Par ailleurs, lorsque le premier accord contient une note attractive — Ve degré des deux modes et IIe degré du mode mineur —, certains enchaînements sont également inapplicables.

### Enchaînement par pas de seconde
Nous savons qu'un tel enchaînement peut entraîner des quintes ou octaves consécutives. Une disposition intervertissant deux parties — autres que la basse, bien sûr — peut cependant transformer des quintes parallèles en quartes parallèles (exemples B, C, E, H, K et L). Par ailleurs, tout comme dans la triade fondamentale, toutes les voix ne peuvent pas toujours suivre la règle « de l'économie de mouvement ».
- Exemples :

### Enchaînement par pas de tierce
Dans l'enchaînement par pas de tierce, il faut parfois renoncer à la tenue de certaines notes communes, soit pour éviter la doublure de la basse quand celle-ci n'est pas recommandée (exemples M, N, P et R), soit pour que l'accord soit complet (exemple Q).
- Exemples :

### Enchaînement par pas de quarte ou quinte
L'enchaînement par pas de quarte ou quinte, très répandu comme on sait, est très facile à réaliser.
- Exemples :

## Cas particulier de la triade de dominante
La sixte de la triade de dominante ne peut produire que l'état fondamental de la triade de tonique. Cet enchaînement, ne pose aucune difficulté : seule la sensible — à la basse — doit faire son mouvement obligé.
Lorsque le premier accord est en position de quinte, on fera progresser si possible, le soprano vers la tierce du deuxième accord, plutôt que vers la tonique, ceci afin d'éviter l'effet médiocre de l'arrivée sur l'octave par mouvement contraire et conjoint aux parties extrêmes (exemples E et F).
- Exemples :